# Zehntneria
Zehntneria is een geslacht van wandelende takken uit de familie Bacillidae. De wetenschappelijke naam van dit geslacht is voor het eerst voorgesteld door Karl Brunner von Wattenwyl in een publicatie uit 1907. De soorten van dit geslacht komen in Afrika voor.

## Soorten
Het geslacht Zehntneria omvat de volgende soorten:
- Zehntneria desciscens Brunner von Wattenwyl, 1907
- Zehntneria mystica Brunner von Wattenwyl, 1907
- Zehntneria secundaria Brunner von Wattenwyl, 1907